# Ikimono-gakari
Ikimono-Gakari (яп. いきものがかり икимоногакари) — японская рок-группа, которая была сформирована в префектуре Канагава в феврале 1999 года Хотакой Ямаситой и Ёсики Мидзуно, в декабре того же года к ним присоединилась вокалистка Киёэ Ёсиока.

## Состав
- Ёсики Мидзуно (яп. 水野良樹 Мидзуно Ёсики, род. 17 декабря 1982) родом из Эбины (префектура Канагава). Окончил высшую школу Ацуги и факультет социальных наук Университета Хитоцубаси. Является лидером группы, играет на гитаре, пишет стихи и музыку к некоторым песням группы. Известен также под прозвищем Ёттян.
- Хотака Ямасита (яп. 山下穂尊 Ямасита Хотака, род. 27 августа 1982) родом из Эбины (префектура Канагава). Окончил высшую школу Ацуги и факультет социальных наук Университета Хосэй. Играет на гитаре и губной гармонике, пишет стихи и музыку к некоторым песням группы. Известен также под прозвищами Хотти и Яма-тян.
- Киёэ Ёсиока (яп. 吉岡聖恵 Ёсиока Киёэ, род. 29 февраля 1984) родом из Ацуги (префектура Канагава). Окончила высшую школу в Эбине и Showa Academia Musicae Junior College. Является ведущей вокалисткой группы, пишет слова к некоторым песням группы. Её старший брат учился в одном классе с Хотакой и Ёсики в высшей школе. Известна также под прозвищами Ёсси, Киёэ-тян и Киёрасу.

## История
Группа была образована в феврале 1999 года, когда Мидзуно Ёсики и Ямасита Хотака, которые учились в колледже Ацуги, начали выступать на улицах, назвав свой музыкальный коллектив Ikimono-gakari, что переводится как «заботящиеся о школьных зверушках». В декабре 1999 года к ним присоединилась Ёсиока Киёэ — младшая сестра одного из их одноклассников, занявшая место вокалистки.
В 2000 году в связи с осложнениями в учебном процессе, которые возникли из-за музыкальной деятельности, группа взяла перерыв. В 2003 году Ikimono-gakari дебютировали на независимом лейбле Thunder Snake. В июле того же года группа отыграла свой первый концерт в Atsugi Thunder Snake, благодаря средствам от которого они смогли выпустить первый мини-альбом Makoto ni Sen’etsu nagara First Album wo Koshiraemashita..
Их популярность заметно выросла с выпуском второго инди-альбома тиражом более тысячи копий. В мае 2005 года благодаря записи второго мини-альбома и DVD-записи концерта они смогли привлечь внимание Sony Music. После того, как группа начала записываться Epic Records Japan, они приняли участие в Atsugi Kanagawa Music Festival.
В мае 2006 года группа выпустила свой первый сингл — Sakura, который продержался в чарте Oricon в течение 16 недель. После этого группа отыграла бесплатный концерт в Atsugi to и выпустила второй сингл HANABI, который также сопровождался бесплатным концертом. Сингл HANABI смог занять пятую позицию в чарте.
После выпуска третьего сингла Koisuru Otome, который являлся новой переработкой их старых песен группа начала свой первый тур Ikimono-gakari no minna-san konnitsua!! 200.. Концерты были организованы в семи городах страны, включая Осаку, Сэндай, Нагою и Фукуоку.
В марте 2007 года Ikimono-gakari выпустили свой первый альбом, который занял 78-ю позицию в списке бестселлеров года, занял 4-е место в итоговом чарте Oricon. Группа выехала во второй тур, отыграв концерты на 11 площадках. В том же году группа выпустила свой первый клип.
В 2008 году группа выпустила второй альбом, который стартовал с 7-й позиции еженедельного чарта Oricon.

## Дискография

### Синглы
|      | Релиз            | Название | Серийный номер | Продажи      |
| ---- | ---------------- | --- | -------------- | ------------ |
| 1    | 15 марта 2006    | Sakura 1. Sakura (Cherry Blossoms) 2. Hot Milk (ホットミルク) 3. Sotsugyō Shashin (卒業写真; Graduation Photo) 4. Sakura -Instrumental- | ESCL-2803      | 59 119 штук  |
| 2    | 31 мая 2006      | Hanabi 1. Hanabi (Fireworks) 2. Amai Nigai Jikan (甘い苦い時間; Sweet, Bitter Time) 3. Momen no Handkerchief (木綿のハンカチーフ; Cotton Handkerchief) 4. Hanabi -Instrumental- | ESCL-2823      | 56 584 штук  |
| 3    | 18 октября 2006  | Koi Suru Otome (яп. コイスルオトメ) 1. Koi Suru Otome (コイスルオトメ; Girl in Love) 2. Nirinka (二輪花; Two Flowers) 3. Get Crazy! -Aki mix version- (GET CRAZY! -秋 mix version-) 4. Koi Suru Otome -Instrumental-                                                                                  | ESCL-2885      | 15 226 штук  |
| 4    | 6 декабря 2006   | Ryūsei Miracle (яп. 流星ミラクル) 1. Ryūsei Miracle (流星ミラクル; Shooting Star Miracle) 2. Yuki Yamanu Yoru Futari (雪やまぬ夜二人; Two in the Night With Endless Snow) 3. Kaze ni Fukarete (風に吹かれて; Blown in The Wind) 4. Ryūsei Miracle -Instrumental-                                      | ESCL-2897      | 20 000 штук  |
| 5    | 14 февраля 2007  | Uruwashiki Hito / Seishun no Tobira (яп. うるわしきひと / 青春のとびら) 1. Uruwashiki Hito (うるわしきひと; The Beautiful One) 2. Seishun no Tobira (青春のとびら; The Door of Youth) 3. Haru Ichiban (春一番; The Best Spring) 4. Uruwashiki Hito -Instrumental- 5. Seishun no Tobira -Instrumental- | ESCL-2925      | 19 000 штук  |
| 6    | 8 августа 2007   | Natsuzora Graffiti / Seishun Line (яп. 夏空グラフィティ / 青春ライン) 1. Natsuzora Graffiti (夏空グラフィティ; Summer Sky Graffiti) 2. Seishun Line (青春ライン; Youth Line) 3. Aoi Fune (蒼い舟; Blue Boat) 4. Natsuzora Graffiti -Instrumental- 5. Seishun Line -Instrumental-                      | ESCL-2975      | 37 754 штук  |
| 7    | 24 октября 2007  | Akane Iro no Yakusoku (яп. 茜色の約束) 1. Akaneiro no Yakusoku (茜色の約束; Crimson Coloured Promise) 2. Kokoro Hitotsu Aru ga Mama (心一つあるがまま; There Remains a Heart) 3. Tsukiyo Koi Kaze (月夜恋風; The Moon’s Night Wind of Love) 4. Akaneiro no Yakusoku -Instrumental-                    | ESCL-3012      | 45 545 штук  |
| 8    | 30 января 2008   | Hana wa Sakura Kimi wa Utsukushi (яп. 花は桜 君は美し) 1. Hana wa Sakura Kimi wa Utsukushi (花は桜 君は美し; Flowers Are Cherry Blossoms; You’re Beautiful) 2. Saigo no Hōkago (最後の放課後; Last After School) 3. Hana wa Sakura Kimi wa Utsukushi -Instrumental-                                   | ESCL-3045      | 33 631 штук  |
| 9    | 16 апреля 2008   | Kaeri Taku Natta yo (яп. 帰りたくなったよ) 1. Kaeri Taku Natta yo (帰りたくなったよ; I Felt Like Going Home) 2. Nokori Kaze (残り風; Remaining Wind) 3. Kaeri Taku Natta yo -Instrumental- (帰りたくなったよ) 4. Nokori Kaze -Instrumental- (残り風)                                                  | ESCL-3058      | 59 699 штук  |
| 10   | 9 июля 2008      | Bluebird (яп. ブルーバード) 1. Bluebird (ブルーバード) 2. Natsu Iro Wakusei (夏色惑星; Summer Colored Planet) 3. ブルーバード -Instrumental- | ESCL-3083      | 85 090 штук  |
| 11   | 15 октября 2008  | Planetarium (яп. プラネタリウム) 1. プラネタリウム 2. Happy Smile Again 3. Kaeri Taku Natta yo Konnitsuā!! 2008 Live ver.- 4. Planetarium -instrumental- (プラネタリウム-instrumental-) | ESCL-3114      | 30 289 штук  |
| 12   | 3 декабря 2008   | Kimagure Romantic (яп. 気まぐれロマンティック) 1. Kimagure Romantic (気まぐれロマンティック) 2. message 3. Kimagure Romantic -instrumental- (気まぐれロマンティック) | ESCL-3139      | 44 790       |
| 13   | 27 мая 2009      | Futari (яп. ふたり) 1. Futari (ふたり; Two) 2. Bluebird (Live) 3. Kokoro no Hana wa Sakaseyou (Live) (心の花を咲かせよう; Let’s Make the Flowers of our Hearts Bloom) 4. Futari: Instrumental | ESCL-3200      | 30 174 штук  |
| 14   | 15 июля 2009     | Hotaru no Hikari (яп. ホタルノヒカリ) 1. "Hotaru no Hikari" (яп. ホタルノヒカリ Light of the Fireflies) 2. "Omoide no Sukima" (яп. おもいでのすきま Opening to Memories) 3. «Hotaru no Hikari: Instrumental»                                                                                          | ESCL-3253      | 47 964 штук  |
| 15   | 23 сентября 2009 | Yell/Joyful (яп. YELL/じょいふる) 1. «Yell» 2. "Joyful" (яп. じょいふる) 3. «Yell: Instrumental» 4. «Joyful: Instrumental» | ESCL-3280      | 130 069 штук |
| 16   | 11 ноября 2009   | Naku Monka (яп. なくもんか) 1. "Naku Monka" (яп. なくもんか I Won't Cry) 2. "Orion" (яп. オリオン) 3. «Naku Monka: Instrumental» | ESCL-3299      | 39 132 штук  |
| 17   | 10 марта 2010    | Nostalgia (яп. ノスタルジア) 1. "Nostalgia" (яп. ノスタルジア) 2. "Toki wo Kakeru Shoujo" (яп. 時をかける少女 Girl Who Leapt Through Time) 3. "Yell -with chorus" (яп. YELL-合唱付-) 4. «Nostalgia: Instrumental»                                                                                     | ESCL-3385      | 37 818 штук  |
| 18th | 5 мая 2010       | Arigatou (яп. ありがとう) 1. "Arigatou" (яп. ありがとう Thank You) | TBA            |              |

### Альбомы

#### Инди-альбомы
|   | Релиз           | Название | Лейбл      | Серийный номер |
| - | --------------- | --- | ---------- | -------------- |
| 1 | 25 августа 2003 | Makoto ni Senetsu Nagara First Album wo Koshirae Mashita... (яп. 誠に僭越ながらファーストアルバムを拵えました・・・) | cubit club | TSR-001        |
| 2 | 28 августа 2004 | Shichishoku Konnyaku (яп. 七色こんにゃく)                                                                            | cubit club | QBIX-11        |
| 3 | 25 мая 2005     | Jinsei Sugoroku Dabe. (яп. 人生すごろくだべ。)                                                                       | cubit club | QBIX-15        |

#### Основные альбомы
|   | Релиз           | Название | Серийный номер | Продажи      |
| - | --------------- | --- | -------------- | ------------ |
| 1 | 7 марта 2007    | Sakura Saku Machi Monogatari (яп. 桜咲く街物語; The Story Of A Town Where Cherry Blossoms Bloom) 1. Sakura 2. Kira Kira Train (KIRA★KIRA★TRAIN) 3. Hanabi 4. Kimi To Aruita Kisetsu (君と歩いた季節; Season I Walked With You) 5. Koi Suru Otome (コイスルオトメ; Girl In Love) 6. Ryūsei Miracle (流星ミラクル; Shooting Star Miracle) 7. Seishun no Tobira (青春のとびら; Door of Youth) 8. Hinageshi (ひなげし; Poppy) 9. Hot Milk (ホットミルク) 10. I Ro Ha Ni Ho He To (いろはにほへと) 11. Uruwashiki Hito (うるわしきひと; Beautiful Person) 12. Nats ・Koi (夏・コイ; Summer Love) 13. Tayumu Koto Naki Nagare no Naka De (タユムコトナキナガレノナカデ; In A Ceaseless Flow) 14. Sakura -acoustic version-             | ESCL-2910      | 205 260 штук |
| 2 | 13 февраля 2008 | Life Album (яп. ライフアルバム) 1. Good Morning 2. Akaneiro no Yakusoku (茜色の約束; Crimson Colored Promise) 3. Natsuzora Graffiti (夏空グラフィティ; Summer Sky Grafitti) 4. Seishun Line (青春ライン; Youth Line) 5. @miso soup 6. Soprano (ソプラノ) 7. Hana wa Sakura Kimi wa Utsukushi (花は桜 君は美し; Flowers are Cherry Blossoms, You are Beautiful) 8. Chikoku Shichau Yo (ちこくしちゃうよ; I’ll Be Late) 9. Kokoro Hitotsu Aru ga Mama (心一つあるがまま; There Remains a Heart) 10. Nisemono (ニセモノ; Fake) 11. Tokyo Saru Monogatari (東京猿物語; The Story of A Tokyo Monkey) 12. Tsuki To Atashi To Reizōko (月とあたしと冷蔵庫; The Moon, Me And a Refrigerator) 13. Akaneiro no Yakusoku -acoustic version- | ESCL-3046      | 225 590 штук |
| 3 | 24 декабря 2008 | My Song Your Song 1. Planetarium (プラネタリウム) 2. Kimagure Romantic (気まぐれロマンティック; Romantic Whim) 3. Bluebird (ブルーバード) 4. Spice・Magic (スパイス・マジック) 5. Kage Boshi (かげぼうし) 6. Kaeri Taku Natta yo (帰りたくなったよ) 7. Message 8. Happy Smile Again 9. Kuchizuke (くちづけ) 10. Boku wa Koko ni Iru (僕はここにいる) 11. Pugi Ugi (プギウギ) 12. Maboroshi (幻) 13. Kokoro no Hana wo Sakaseyou (心の花を咲かせよう) 14. Bonus Track: Kaeri Taku Natta yo -acoustic version- (帰りたくなったよ -acoustic version-) | ESCL-3146      |              |

### Неизданные треки
- Futari no Ai land (яп. ふたりの愛ランド) (онлайн-продажи были начаты компанией Sony Music Online Japan 1 августа 2006) — кавер-версия песни Юко Исикавы (яп. 石川優子 Ishikawa Yūko) и CHAGE.
- Boku wa Koko ni Iru (яп. ぼくはここにいる) — песня-вступительная заставка для Wanko The Movie 2.
- Happy Smile Again — песня-тема программы NHK TV Hello From Studio Park (яп. スタジオパークからこんにちは ).

### Другие
- 14 Princess～PRINCESS PRINCESS CHILDREN～ (яп. 14プリンセス～PRINCESS PRINCESS CHILDREN～) (издан 8 марта 2006 года на SME Records): #10 GET CRAZY!

### Значимые треки
- Второй сингл группы, «Hanabi», был выбран в качестве седьмого эндинга для аниме-сериала «Блич».
- Четвёртый сингл, «Ryuusei Miracle» (яп. 流星ミラクル Рю:сэй миракуру, «Чудо-звездопад»), был заставкой для первых 12 эпизодов аниме-сериала Ayakashi Ayashi.
- Седьмой сингл, «Seishun Line» (яп. 青春ライン Сэйсюн райн, «Линия молодости»), был выбран второй заставкой аниме-сериала Ookiku Furikabutte.
- Десятый сингл группы, «Bluebird» (яп. ブルーバード Буру: ба:до:, «Синяя птица»), был выбран третьей заставкой аниме-сериала «Наруто: Ураганные хроники».
- Второй трек, «Nokorikaze» (яп. 残り風 Нокорикадзэ, «Остатки ветра»), из сингла Kaeritakunatta yo (яп. 帰りたくなったよ Каэритакунатта ё, «Мне захотелось вернуться») был выбран в качестве основной темы для видеоигры для Nintendo DS Bleach: The 3rd Phantom.
- Одиннадцатый сингл, «Planetarium» (яп. プラネタリウム Пуранэтариуму, «Планетарий»), использовался в качестве эндинга в дораме Cat Street (キャットストリート).
- Песня «Hotaru no Hikari» (яп. 蛍の光 Хотару но хикари, «Мерцание светлячков») была выбрана пятой заставкой аниме-сериала «Наруто: Ураганные хроники».
- Песня «Netsujou no Spectrum» (яп. 熱情のスペクトラム Нэцудзё: но супэкутораму, «Спектр страсти») — была выбрана первой заставкой аниме-сериала «Семь смертных грехов».
- Песня «Baku» была выбрана восьмой заставкой аниме-сериала Boruto: Naruto Next Generations.